# イタリアのための未来と自由
イタリアのための未来と自由（イタリアのためのみらいとじゆう、イタリア語: Associazione Futuro e Libertà per l'Italia, "FLI"）は、イタリアの政党。

## 概要

### 結党の背景
2007年、シルヴィオ・ベルルスコーニ率いるフォルツァ・イタリア（FI）とジャンフランコ・フィーニ率いる国民同盟（AN）を中心に中道右派の政治グループ「自由の人民」（PdL）を結成。ウンベルト・ボッシ率いる北部同盟（LN）も参画した「自由の人民」は2008年の総選挙で勝利。
ベルルスコーニが首相、フィーニは下院議長、ボッシは連邦改革担当相に就任。2009年にはFIとANは正式に統合し、PdLは政党に移行。
内閣は50％近い支持率を得る一方で、保守穏健派のフィーニは連邦制や移民排除を訴えるボッシに譲歩するベルルスコーニとの距離が広がった。
さらにはベルルスコーニのスキャンダルが暴露し、閣僚への不訴追特権を法制化しようとする動きに対してフィーニの不信感は高まり、ベルルスコーニ批判を展開した。

### 結党
フィーニ支持派は党内に政治グループ「イタリア世代」を結成し、反ベルルスコーニの動きを先鋭化させた。しかしAN出身の下院議員90人にもかかわらず、実際に参加した下院議員は11人に過ぎなかった。
ベルルスコーニ批判を続けるフィーニの動きを問題視したPdL執行部はフィーニに下院議長辞職を要求。拒否したフィーニに対して2010年7月29日、PdLからの除名を決定した。
除名に反発したイタリア世代の所属議員は党内の反ベルルスコーニ派議員とともPdL会派を離脱し、新会派「イタリアのための未来と自由」を結成。下院議員が37名参画したことでPdLとLNは下院で過半数の議席を失った。